# Seri Kembang I
Seri Kembang I is een bestuurslaag in het regentschap Ogan Ilir van de provincie Zuid-Sumatra, Indonesië. Seri Kembang I telt 2134 inwoners (volkstelling 2010).